# Bienengift

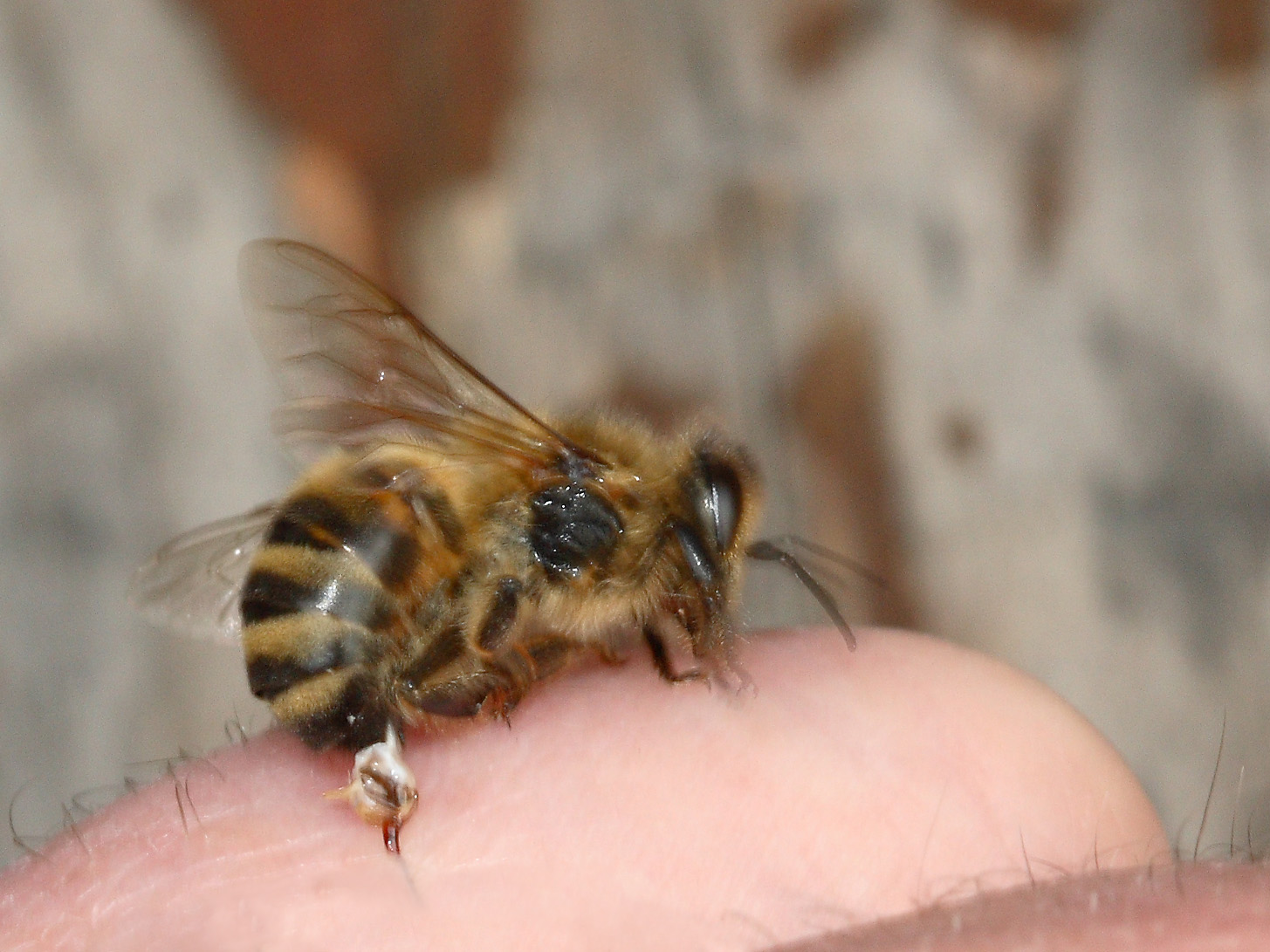
Bei Honigbienen bleibt der gesamte Stachelapparat in der elastischen Haut des Menschen stecken und wird deshalb aus dem Hinterleib des Insekts herausgerissen.

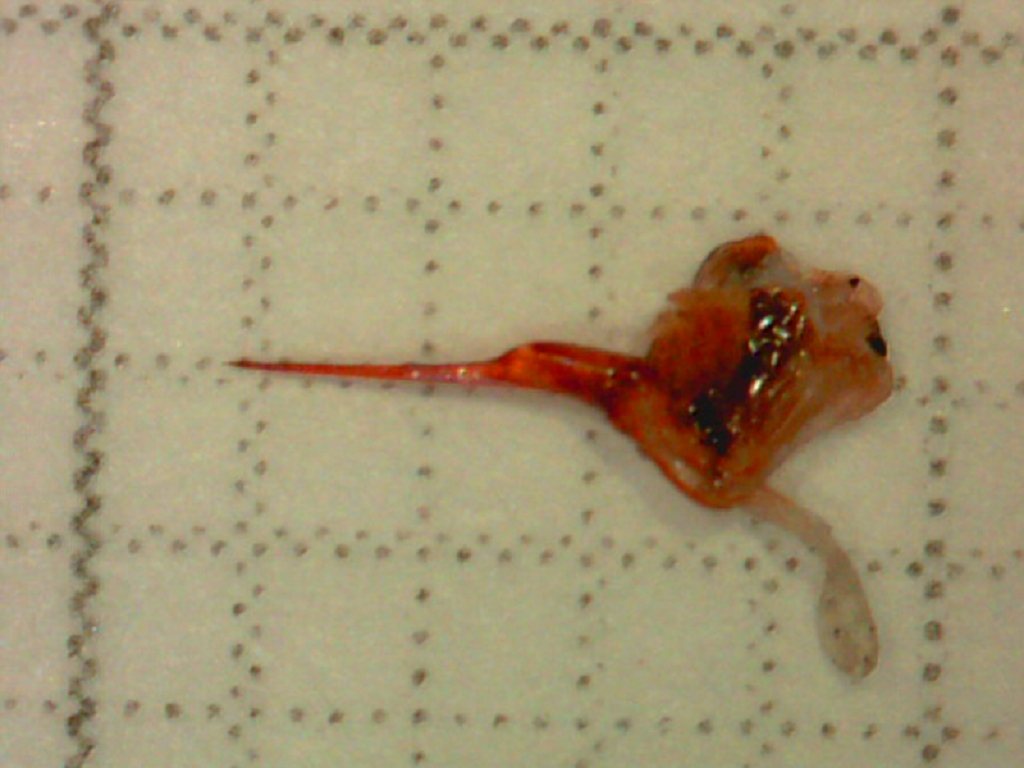
Stachelapparat einer Honigbiene

Bienengift, medizinisch Apitoxin, ist das Gift der Honigbienen, eine Mischung verschiedener Sekrete. Es wird als Insektenstich mit einem Giftstachel dem Gegner eingespritzt. Eine Honigbiene kann etwa 0,1 mg Gift verspritzen. Bienengift ist sauer (pH 4,5–5,5) und hat eine gelblich-opalisierende Farbe. Mithilfe von Drahtstromfallen wird das Gift auch für medizinische Zwecke gewonnen.

## Wirkung auf Menschen
Ein Bienenstich ruft eine lokale Entzündung und eine mehr oder weniger starke Schwellung hervor. Der Schmerz kann durch Kühlen gelindert werden. Eine Gefahr für die Gesundheit besteht erst nach vielen Stichen; es sollen sogar erst mehrere hundert Stiche lebensgefährlich sein. Dagegen kann schon ein einziger Stich im Hals- und Rachenraum lebensbedrohend werden, denn es droht Erstickungsgefahr durch Zuschwellen der Atemwege. In einem solchen Fall sollte umgehend der Arzt aufgesucht werden. (Stiche in Hals- und Rachenraum werden eher von Wespen verursacht, da diese durch Nahrungsmittel angelockt und versehentlich verzehrt werden können.)

## Allergie
Eine besondere Gefährdung besteht für Menschen, die an einer Insektengiftallergie leiden: Für sie kann selbst ein einzelner unbehandelter Stich tödliche Folgen haben. Allergologen schätzen die Häufigkeit der Insektengiftallergiker auf 1 Prozent der Bevölkerung.
In den USA sterben jährlich rund 60 Menschen an Stichen von Hornissen, Wespen oder Bienen; davon ist die Mehrheit männlich.

## Bestandteile und Wirkung
Bienengift ist eine komplexe Mischung verschiedener Proteine und kleiner Moleküle.
Hauptbestandteil mit etwa 50 Prozent ist Melittin, das auch der giftigste Bestandteil des Bienengifts ist. Phospholipase A2 (zu etwa 12 Prozent enthalten) ist das Hauptallergen und ein Enzym, das die hydrolytische Spaltung von Phospholipiden katalysiert und so Zellmembranen angreift. Apamin (2 Prozent), ein weiterer Bestandteil, ist als Nervengift bekannt. Hyaluronidase (2 Prozent) erweitert die Blutgefäße und ihre Durchlässigkeit und bewirkt somit eine Ausbreitung der Entzündung (engl. spreading factor).
Weitere Proteine sind das Mastzellen-degranulierende Peptid (2 Prozent) und Tertiapin, zwei Neuropeptide, sowie Secamin, das keine pathologischen Wirkungen hat. Als Allergene wirken neben dem Melittin (Api m 3) die Phospholipase (Api m 1), die Hyaluronidase (Api m 2) und weitere enthaltene Proteine.
Kleine Moleküle im Bienengift sind Histamin (0,1 bis 1 Prozent), Dopamin und Noradrenalin. Alarmpheromone (4 bis 8 Prozent) signalisieren anderen Bienen, dass eine aus ihrem Volk angegriffen wurde und sie sich für die Abwehr vorbereiten sollten.

## Verwendung
- Hyposensibilisierung gegen eine Insektengiftallergie
- Im Rahmen der Apitherapie
- Stimulation für den lokalen Muskelaufbau durch subkutane Injektion (heute hauptsächlich durch synthetische Wirkstoffe ersetzt)
- In der Homöopathie findet das Bienengift unter dem Namen Apisinum Verwendung als Bestandteil in diversen Präparaten.[6] Die zugeschriebene Wirkung, besonders gegen Schwellungen und Ausschläge, ist wissenschaftlich jedoch nicht bestätigt.

## Verwendung in der Kosmetik
Apitoxin wird in jüngster Zeit prominent in der Anti-Aging-Branche als Alternative zu Botox eingesetzt. Apitoxin soll bei dieser Anwendung die Produktion des Hauptproteins Kollagen VII unterstützen, welches die Stützfunktion der Haut fördert und somit der Faltenbildung entgegenwirken soll. In Kosmetikprodukten wird es in der Liste der Inhaltsstoffe als BEE VENOM (INCI) aufgeführt.